# 2016 en natation
| Années de la natation : 2013 - 2014 - 2015 - 2016 - 2017 - 2018 - 2019    |
| Décennies de la natation : 1980 - 1990 - 2000 - 2010 - 2020 - 2030 - 2040 |

Les faits marquants de l'année 2016 en natation : natation sportive, natation synchronisée, plongeon et water-polo.

## Calendrier international
- Du 9 au 22 mai : Championnat d'Europe de natation, à Londres (Royaume-Uni).
- Du 5 au 21 août : Jeux olympiques d'été de 2016 à Rio de Janeiro (Brésil).

## Compétitions de water-polo
- Janvier : Championnat d'Europe de water-polo féminin 2016 et masculin 2016 à Belgrade (Serbie)[1].